# Albert Szukalski
Albert Szukalski (Furth im Wald, 4 april 1945 – Antwerpen, 25 januari 2000) was een Belgisch schilder, beeldhouwer en assemblagekunstenaar van Poolse afkomst.

## Biografie
Szukalski studeerde van 1961 tot 1966 aan de Antwerpse Koninklijke Academie voor Schone Kunsten. Hij was daar assistent van Jef Verheyen, Paul Van Hoeydonck en Vic Gentils. Szukalski werd vooral bekend om zijn drapages en spookachtige gestalten. In de Amerikaanse Death Valley-woestijn legde hij een beeldenpark aan, waaronder Het Laatste Avondmaal, waar Jezus en de twaalf apostelen worden voorgesteld als spoken.
Szukalski's laatste werk werd gemaakt toen hij al in het Antwerpse Middelheim-ziekenhuis op de dienst palliatieve zorgen verzorgd werd. Hij kreeg van de directie de gelegenheid om samen met Fred Bervoets een laatste plaaster- en polyester beeld te maken. Dit beeld werd enkele dagen voor zijn dood in 2000 afgewerkt. Szukalski overleed aan keelkanker.

## In populaire cultuur
Hij werd in het De Kiekeboes-stripalbum Een zakje chips opgevoerd als de booswicht Béber Tsuklatski.
- Library of Congress Control Number: no2011090158
- RKD-Nederlands Instituut voor Kunstgeschiedenis: 100197
- Virtual International Authority File: 171475102
- WorldCat: E39PBJrWGHGPcW9jjvpBtw8Bfq